# 塔星螺
塔星螺（学名：Bolma modesta），是原始腹足目蝾螺科Bolma的一种。主要分布于韩国、中国大陆、台湾，常栖息在潮下带。